# Thiéfosse
Thiéfosse là một xã ở tỉnh Vosges, tổng Saulxures-sur-Moselotte. Xã này có diện tích 7,62 km2, dân số năm 1999 là 602 người. Thiéfosse nằm ở khu vực có độ cao trung bình 432 m trên mực nước biển.
Người dân địa phương danh xưng tiếng Pháp là Kédales.

## Biến động dân số
| Năm | 1962 | 1968 | 1975 | 1982 | 1990 | 1999 |
| --- | ---- | ---- | ---- | ---- | ---- | ---- |
| Dân số | 544  | 568  | 584  | 610  | 643  | 602  |
| From the year 1962 on: No double counting—residents of multiple communes (e.g. students and military personnel) are counted only once. |      |      |      |      |      |      |